# RUTAR Group
Rutar Group GmbH je avstrijsko trgovsko podjetje s sedežem v Dobrli vasi, kjer je bil leta 1961 tudi ustanovljeno. Ukvarja se s prodajo stanovanjske opreme in dodatkov.  
Ima šest poslovalnic v Sloveniji in Avstriji. Upravlja tudi trgovsko verigo Dipo, ki ima skupaj z Rutarjevimi 17 poslovalnic v Sloveniji, Avstriji in Italiji.  

### Slovenija
Ljubljansko poslovalnico je odprl leta 2001.

## Nagrade in priznanja
- 2018: Korotan Award (Slovenska gospodarska zbornica iz Celovca) za uspešno mednarodno trgovinsko sodelovanje in prispevek k razvoju regije